# Rulison
Rulison foi um teste nuclear dos Estados Unidos da América, ele gerou 43 quilotons, tinha como objetivo liberar a extração de gás natural, apos a detonação o gás começou a ser extraido, exames mostraram que o produto era muito radioativo para ser vendido, o gás foi extraido durante anos, depois a mina foi lacrada e continua até hoje radioativa.